# György Lajos (ökofilozófus)
György Lajos, becenevén: Piros, (Budapest, 1926. április 16. – Budapest, 2008. október 1.) magyar orvos, tudományos kutató, a magyar ökológiai mozgalom korelnöke és egyik alapítója. Gyógyszerkutatással, ökofilozófiával, általános rendszerelmélettel és környezetvédelemmel foglalkozott.

## Élete
Vallástalan kispolgári zsidó családba született, de szüleivel áttértek a katolikus hitre, és így katolikusként nevelkedett. 1944-ben érettségizett a budapesti Eötvös József Gimnáziumban. Négy hónapon át munkaszolgálatos volt Borban. A szocializmus éveiben belépett az MKP-ba, az MDP-be, valamint az MSZMP-be. Később a buddhizmussal szimpatizált.
1951-ben a budapesti orvostudományi egyetemen szerzett diplomát, majd az egyetem Gyógyszertani Intézetének tanársegéde lett. 1957-ben szerezte meg a kandidátusi fokozatot. 1957-től 1986-ig az MTA Kísérleti Orvostudományi Kutatóintézet tudományos főmunkatársa, osztályvezetője, az 1990-es években tudományos tanácsadója volt. 1975-től az MTA doktora.

## Környezetvédelmi tevékenysége
Az ELTE Természetvédelmi Klubjának vezetője, 1983-tól a Klub által kiadott Gaia Sajtószemle szerkesztője. Az 1990-es években részt vett a Levegő Munkacsoport tevékenységében.
Temetése saját kívánságára nem volt. Búcsúztatása 2008. október 17-én zajlott a HUMUSZ házban, Budapesten.
Tudományos közleményei mellett igen nagy számú tudománynépszerűsítő írást jelentetett meg különböző fórumokon (Élet és Tudomány, Természet Világa, Természetvédelem, Liget, Magyar Szemle stb.). Élete végén, sőt halála után is, konzervatív-jobboldali világnézeti és politikai szimpátiája miatt néhányan bírálták, többek között első házasságából származó fia, György Péter esztéta is.

## Főbb művei
- A jót választanod kell. György Lajos írásaiból; Föld Napja Alapítvány, Bp., 1996
- Vissza a kozmikus rendhez. Önszerveződés az élővilágban és a társadalomban; Föld Napja Alapítvány, Bp., 2000
- Fölforgató konzervativizmus – ökológiai alapelvek; Zöld Érdek Alapítvány, Bp., 2005